# Bopolu
Die Ortschaft Bopolu, im 19. Jahrhundert noch Bopora genannt, befindet sich im westlichen Landesteil der westafrikanischen Republik Liberia und liegt 90 Kilometer Luftlinie nordöstlich der Hauptstadt Monrovia. Bopolu ist seit 2001 Hauptstadt des durch Bergbau und Landwirtschaft wirtschaftlich geprägten Gbarpolu County, zuvor gehörte das Gebiet zum nördlich angrenzenden Lofa County. Die Stadt Bopolu ist auch Verwaltungszentrum vom Bopolu District. Vor Ort befindet sich ein Außenposten der UN-Mission für Liberia.
Noch im 19. Jahrhundert bildete Bopolu das Machtzentrum einer Konföderation der indigenen westafrikanischer Völker Gola, Loma, Dei und Vai, die als „Kingdom of Suehn-Bopolu“ bezeichnet wurde und im Handel mit Sklaven, Elfenbein und europäischen Importwaren hervortrat. König Bosan oder Sao Boso (1775–1836) trat mehrfach als einflussreicher Vermittler bei Landerwerbungen der Mississippi Colonization Society in Erscheinung. Der relativ dünn besiedelte County war nach dem Bürgerkrieg ein Zentrum der im Lande verbliebenen Bürgerkriegsflüchtlinge. In der Umgebung der Stadt Bopolu entstanden mehrere Flüchtlingscamps, die durch die UNO und Hilfsorganisationen betreut werden.
Die Einwohnerzahl der Stadt Bopolu betrug am Stichtag (2008) 2908 Einwohner.
Die technische Infrastruktur befindet sich im Wiederaufbau, dies betrifft bei den Verkehrsbauten etwa 50 zerstörte oder einsturzgefährdete Brücken. Es besteht derzeit erst eine zweitrangige Straßenverbindung in die Hauptstadt Monrovia mit Abzweig nach Tubmanburg.
Der Ort verfügt auch über einen Landeplatz für Kleinflugzeuge; ein Krankenhaus sowie mehrere Schulen wurden neu errichtet.